# Fernando Olivera
Luis Fernando Olivera Vega (* 14. September 1958 in Lima) ist ein peruanischer Politiker und war vom 12. August bis zum 16. August 2005 Außenminister von Peru.

## Leben
Fernando Olivera wurde 1985 im Alter von 26 Jahren als jüngster Abgeordneter auf der Liste des Movimiento Independiente Convergencia Democrática ins peruanische Parlament gewählt. 1990 gründete er die Frente Independiente Moralizador (FIM), deren Vorsitzender er ist. Bei den Wahlen von 2004 erhielt diese neun Sitze. Die FIM unterstützte den Präsidenten Toledo im Kongress, wo dessen Partei Perú Posible (PP) keine eigene Mehrheit hatte. Im Jahr 2001 wurde Olivera Justizminister Perus.
Olivera galt als kompromissloser Aufklärer von Korruptionsfällen. Er rief den parlamentarischen Untersuchungsausschuss ins Leben, der die Herkunft des Vermögens des früheren Präsidenten Alan García sowie Unregelmäßigkeiten in seiner Amtsführung aufzuklären versuchte. Landesweitres Aufsehen erregte er durch ein Video, das Vladimiro Montesinos, den früheren engsten Mitarbeiter des Ex-Präsidenten Alberto Fujimori, bei der Übergabe eines Geldbetrages in Höhe von 15.000 $ an dem Oppositionsabgeordneten Alberto Kouri für dessen Übertritt zur präsidententreuen Wahlallianz von 2000 zeigt.
Wegen seiner undiplomatischen Art war Olivera sowohl in der Opposition als auch bei Teilen des Kabinetts umstritten. Olivera, der kein Karrierediplomat ist, wurde zum Botschafter in Spanien ernannt. Kurz vor seiner Ernennung zum Außenminister hatte er drei Provinzregierungen Unterstützung zugesichert, die den Anbau von Kokapflanzen in mehreren Tälern genehmigt hatten, obwohl diese für die Herstellung von Kokain verwendet werden können.
Fernando Oliveras Ernennung zum Außenminister führte am 11. August 2005 zum Rücktritt des Ministerpräsidenten Ferrero und somit der gesamten Regierung.